# Carlos Thays

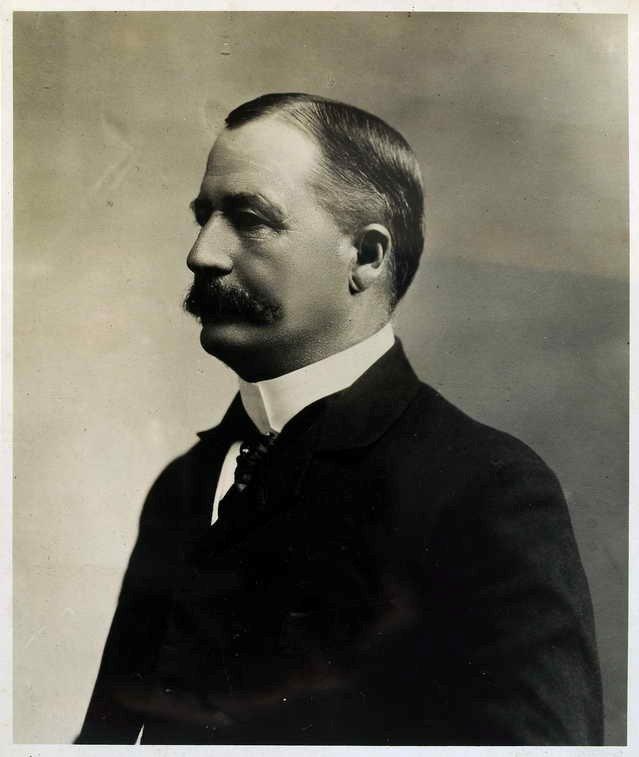
Carlos Thays, vor 1910

Carlos Thays (* 20. August 1849 in Paris; † 31. Januar 1934 in Buenos Aires) war ein französisch-argentinischer Landschaftsarchitekt.

## Leben
Carlos Thays wurde als Charles Thays 1849 in Paris geboren. Seine Ausbildung erhielt er bei dem französischen Landschaftsarchitekten Édouard François André. 1889 reiste Thays nach Argentinien, um in Córdoba den Parque Sarmiento anzulegen. Während dieser Zeit verliebte sich Thays so sehr in das Land, dass er beschloss, dort zu bleiben. Er arbeitete hauptsächlich in Buenos Aires und wurde dort 1891 zum Director de Parques y Paseos (Direktor für Parks und Spazierwege) ernannt. Durch diese Position hatte er viel Einfluss auf die Gestaltung der Freiflächen der Stadt und sein Wirken ist bis heute im Bild der Stadt deutlich spürbar. 
Zu seinen größeren Projekten gehörten die Bepflanzung von Straßen mit Bäumen, die Umgestaltung öffentlicher Plätze und Wege sowie die Neuanlage und Erweiterung bereits bestehender Parks. In der Stadt Buenos Aires gehören dazu die Parkanlagen Centenario, Lezama, Patricios und Barrancas de Belgrano sowie die Plazas (Plätze) Constitución, Congreso, General San Martín und de Mayo. Thays französische Herkunft spiegelt sich in vielen seiner Entwürfe wider, auch ein Grund dafür, dass viele der Parks und Plätze in Buenos Aires mit ähnlichen Anlagen in Paris verglichen werden. 
1896 gestaltete er den Parque San Martin. Zu seinen flächenmäßig größten Werken gehört der 25 Hektar große Parque Tres de Febrero, auch als Bosques de Palermo bekannt. Er liegt im Stadtteil Palermo und ist auch berühmt für seinen Rosengarten (El Rosedal). 
Ein anderes Projekt, das ihm sehr am Herzen lag, war der Botanische Garten von Buenos Aires. Er erreichte, dass die Stadtverwaltung dafür acht Hektar Land bereitstellte, die er in verschiedene Abschnitte aufteilte, um die Flora jedes Kontinents darzustellen. Dazu gehörte auch ein großer Bereich für die einheimischen Pflanzen von Argentinien, die in der Gartengestaltung jener Zeit ignoriert wurden. Er hat lange zur Keimung der Yerba Mate Samen geforscht und gilt daher heute als der Erfinder der industriell angebauten Yerba Mate in Argentinien. 1898 wurde der Garten fertiggestellt und trägt seitdem den Namen Jardín Botánico Carlos Thays de la Ciudad Autónoma de Buenos Aires. Eines der Gewächshäuser stammt von der Weltausstellung 1900 in Paris. Es wurde für den Transport zerlegt und in Buenos Aires wieder aufgebaut. Das Herbarium, das im englischen Regency-Stil erbaut wurde, diente Thays als Wohnhaus während der Anlage des Parks. 
Thays Schaffenszeit in Buenos Aires fiel zusammen mit einem immigrationsbedingt hohen Bevölkerungszuwachs in der Stadt. Es ist heute anerkannt, dass die Stadt anders aussehen würde, hätte Thays nicht diesen hohen Anspruch an seine Entwürfe gehabt und gleichzeitig auf die zahlreichen freien Flächen bestanden. 
Obwohl Thays überwiegend in Buenos Aires arbeitete, hat er auch Projekte in anderen Teilen Argentiniens verwirklichen können. Dazu gehören der schon oben erwähnte Parque Sarmiento in Córdoba, die Anlage des Parque 9 de Julio in San Miguel de Tucumán, der Parque Independencia in Rosario, der Parque General San Martín in Mendoza sowie die Gestaltung des Bulevar Artigas in Montevideo und Parkanlagen in Uruguay. Er war auch verantwortlich für den Park des Club Hotel de la Ventana in der Provinz Buenos Aires.

## Werke
- Sus Escritos Sobre Jardines y Paisajes. Neuauflage, Librerias Yenny, 2002, ISBN 978-987-507-226-8.